# 이경애
이경애(한국 한자: 李敬愛, 1964년 11월 18일~ )는 대한민국의 개그우먼이다.

## 이력
1983년 연극배우 첫 데뷔하였고 이듬해 1984년 제2회 KBS 《개그콘테스트》로 정식 데뷔하였다.
한편, 1993년 SBS로 이적한 후 한동안 SBS에서만 활동해 왔다가 1994년 후반기부터는 MBC로 활동영역을 넓히기도 했으며 1997년 《웃음천국》을 통해 친정인 KBS에 돌아오기도 했는데 1999년 동덕여대 방송연예학과에 뒤늦게 입학했다.

## 학력
- 송곡여자고등학교 (졸업)
- 동덕여자대학교 방송연예학과 (졸업)

## 출연작

### 영화
- 《슈퍼 홍길동 3》 (1989년)
- 《밥풀떼기 형사와 쌍라이트》 (1989년)
- 《칙칙이의 내일은 챔피언》 (1991년)
- 《영자야 울지마라》 (1992년)

### 방송
- 《유머 1번지》- 물장수, 괜찮아유, 차 마시는 여자
- 《쇼 비디오 자키》- 달빛 소나타, 고슴도치 가족
- 《한바탕 웃음으로》- 내사랑 꼬마신랑
- 《코미디 세상만사》
- 《웃으며 삽시다》
- 《열려라 웃음천국》
- 《오늘은 좋은날》
- 《무엇이든 물어보세요》
- 《아내가 뿔났다》 - (특별출연)
- 《코미디 청백전 사이다》
- 《행복채널》
- 《닥터스마일》
- 《청.바.지》
- 《세바퀴》
- 《기분 좋은 날 (텔레비전 프로그램)》
- 《아침마당》
- 《TV는 사랑을 싣고》
- 《가족오락관》
- 《행복한 아침》

### CF
- 1988년 롯데제과 룸바 - 이봉원, 조금산와 함께 출연.
- 1988년 모나미 왕자파스 - 조금산와 함께 출연.
- 1989년 진주햄 불고기 줄줄이
- 1992년 팔도 맵시면 - 유퉁과 함께 출연.

## 수상 내역
- 1984년 제2회 KBS 개그콘테스트 대상 수상
- 1990년 제4회 KBS 코미디 대상 여자 연기상
- 1992년 제28회 백상예술대상 TV 여자예능상
- 1995년 제22회 한국방송대상
- 1996년 백상예술대상 연예상